# Хронологија ФНРЈ и КПЈ новембар 1947.
Хронолошки преглед важнијих догађаја везаних за друштвено-политичка дешавања у Федеративној Народној Републици Југославији (ФНРЈ) и деловање Комунистичке партије Југославије (КПЈ), као и општа политичка, друштвена, спортска и културна дешавања која су се догодила у току новембра месеца 1947. године.
| ← октобар · Хронологија ФНРЈ и КПЈ током 1947. године · децембар → |

### 3. новембар
- У Београду на Коларчевом универзитету одржана свечана академија поводом 30. годишњице Велике октобарске социјалистичке револуције, коју су организовале Српска академија наука, Универзитет у Београду и студентска омладина. Свечаној академији присуствовао је председник Владе ФНРЈ Јосип Броз Тито.[1]

### 6. новембар
- Централни комитет КП Југославије упутио друго писмо Централном комитет КП Албаније, у којем је први секретар ЦК КП Албаније и председник Савета министара НР Албаније Енвер Хоџа оптужен да мења политику према Југославији, након посете Совјетском Савезу, где је боравио у јулу исте године. Писмо ЦК КПЈ је подржала већина чланова Политбироа ЦК КП Албаније.[2][3]

### 16. новембар
- Председник Владе ФНРЈ Јосип Броз Тито посетио Сарајево, где је присуствовао свечаном пуштању у рад пруге „Шамац-Сарајево“, дуге 242 километра, у чијој је изградњи учествовало 211.381 омладинаца из Југославије и 5.842 омладинаца из иностранства. Пруга је грађена од 1. априла и представљала је највећи објекат планиран у првој години Петогодишњег плана.[2][4][1]
- На територији Аутономне Покрајине Војводине одржани избори за Народну скупштину АП Војводине. Од укупно 235 изабраних посланика, њих 178 су били чланови Комунистичке партије Југославије, а међу изабраним посланицима било је припадника свих народа и народности Војводине — Срба, Мађара, Хрвата, Словака, Црногораца, Румуна, Русина и др.[4]

### 23. новембар
- У Сарајеву, 23. и 24. новембра, одржана Оснивачка скупштина Савеза сељачких радних задруга НР Босне и Херцеговине, на којој су изабрани чланови Управног одбора и Контролног одбора Савеза.[4]
- На територији Народне Републике Словеније, 23. и 30. новембра, одржани избори за Среске народне одборе.[5]

### 25. новембар
- У Народној Републици Бугарској, од 25. до 28. новембра, боравила делегација Владе ФНРЈ, коју је предводио председник Владе Јосип Броз Тито. Приликом посете југословенску делегацију су примили привремени председник НР Бугарске Васил Коларов и председник Министарског савета НР Бугарске Георги Димитров. У пратњи Димитрова, југословенска делегације је посетила Софију, 25. новембра; Варну, где је 26. новембра потписан и Уговор о пријатељству, сарадњи и узајамној помоћи између ФНР Југославије и НР Бугарске и Пловдив, 28. новембра где је југословенској делегацији приређен величанствен дочек око 150.000 људи. У разговорима између југословенских и бугарских званичника говорило се о намери да се створи царинска унија и координишу привредни планови.[5][2][1]

### 29. новембар
- У Београду, поводом Дана Републике одржана свечана седница Народне скупштине ФНРЈ, којој су присуствовали сви посланици Савезног већа и Већа народа, чланови Владе ФНРЈ и страни дипломатски представници. На седници је председнику Владе ФНРЈ маршалу Јосипу Брозу Титу свечано уручен Орден слободе, највише југословенско војно одликовање, којим га је „за изванредне успехе у руковођењу и командовању војним јединицама током Народноослободилачког рата“ 28. новембра одликовао Президијум Народне скупштине ФНРЈ.[1]
- У Народном позоришту у Београду премијерно изведен балет „Охридска легенда“, чији је аутор композитор Стеван Христић. Први чин овог балета, био је одигран први пут априла 1933. у Народном позоришту, али је  аутор у међувремену дописао још неке делове. Током времена овај балет је постао најпознатије и у свету најизвођеније музичко-сценско дело српске и југословенске културе.[2]